# Сноускејт
Сноускејт је спортска опрема за вожњу по снегу. Дизајн садржи елементе сноуборда, скејтборда, лонгборда и сурфања. Постоји неколико типова сноускејта, али оно што им је заједничко је одсуство веза за стопала и даска налик на скејтборд са гуменом, водоотпорном површином за боље приањање на ципелама спортисте.

## Варијације

### Сингле Дек
Овај тип се обично назива једноставно скејт. То је увећана даска за скејтборд са више закривљеним носом и репом. Обично су направљени од ламелираног дрвета са пластичним дном или потпуно од издржљиве пластике. Има жлебове на дну за лакше кретање по снегу и за вожњу по шини. Једна даска је пожељнија за вожњу у граду, парковима и ретко се користи на стрмим падинама. Користи се за скејтбординг трикове зими. Први пут представљен на тржишту 1998. године под брендом Премијер Сноукејтс и промовисан од стране Ендија Волфа, бившег Нитро сноубордера.
Двоспратни сноускејт (Сноудек, Бидек, Би-левел)
Садржи даску за скејтборд са једном скијом испод целе скејт даске. Скија (подпалуба) је причвршћена за горњу палубу (топдек) помоћу причвршћивача. Постоји неколико врста бидекова. Издужени су пожељнији за брдско клизање, краћи за технике и трикове.
Разлике у терминима настају због ауторских права. Верује се да је идеја о бидеку, отприлике онаквом какав постоји данас, потекла од скејтбордера Стивена Фринка, који је поново причврстио поломљену скију на стару скејтбордску палубу на забави  1994. године. 2001. године, након многих прототипова, пуштени су први Би-Дек Сноукејтс. Отприлике у исто време 2001. године, Буртон Сновбордс је представио своју прву скејт, Јункиард Сноудек, која је постала широко популарна захваљујући промоцији бренда Буртон. У данашње време, бидекови се често називају једноставно скејт. Тако их зову скоро сви произвођачи двоспратних скејтова - Ралстон Сноускејт, Ховланд Сноускејт, Предог Сноускејтс и други.

### 4к4
Скије које се постављају на лонгбоард уместо точкова. Лако се могу причврстити на стандардне осовине за вешалице за скејтборд/лонгбоард. Даска ће бити много стабилнија од стандардног скрјта, али мање окретна и захтевнија за стање нагиба. Техника клизања је потпуно иста као и лонгбоарда - можете да се вози у таку, клизи у рукавицама и да ради дугачке тобогане.

### Повдерскејт
Подсећа на планинску скију, проширен и задебљан према носу.